# Jurinella pilosa
Jurinella pilosa là một loài ruồi trong họ Tachinidae.